# Jöns Lind

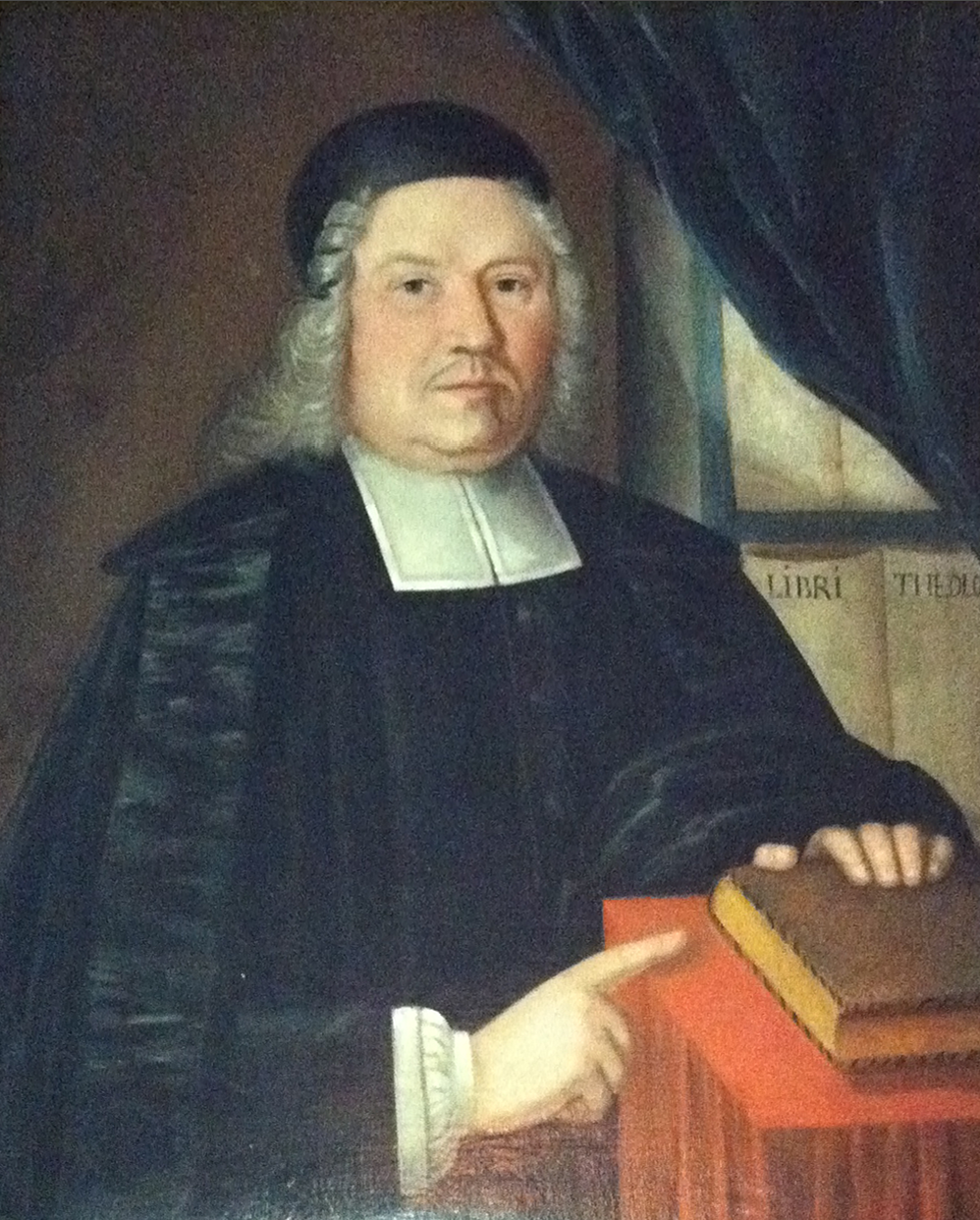

Jöns Lind, född den 18 december 1723 i Karlskrona, död den 3 september 1785 i Osby, var en svensk prost, författare och samlare, samt ledamot av Vetenskaps- och Vitterhetssamhället i Göteborg. 
Lind var son till varvskaptenlöjtnanten i Karlskrona Jöns Lind och dennes andra hustru Kristina Rase. Fadern, som var son till den förmögne handelsmannen Jöns Lind i Göteborg, stupade vid Hangö i Finland år 1741 i kriget mot Ryssland.
Efter studier i Lund och Uppsala (där han bland annat tycks ha undervisats och tagit intryck av Carl von Linné), och efter att ha tjänstgjort som informator och huspräst i diverse hushåll, blev Lind 1755 kyrkoadjunkt i Klara församling i Stockholm. Där väckte han samma år viss uppståndelse då han indirekt i en predikan kritiserade den rådande situationen i landet med partikaoset som ofta rådde och avsaknaden av en stark kungamakt. 
1756 blev han kyrkoherde på Lovön i Lovö socken vid Drottningholms slott, där han stannade till 1763 då han utnämndes till kyrkoherde i Osby socken. På den posten stannade han fram till sin död drygt 22 år senare, år 1785.
Lind ägde bland annat ett bibliotek med närmare 2 000 böcker, en stor porträttsamling samt en hel del mynt. Han har lämnat efter sig ett antal tal, en självbiografi samt handskrifter som bland annat berör Karl XI:s köp av Trossö.
Lind var gift två gånger; första gången med Hedvig Elisabet Groth (1738-1759), och andra gången med Henrietta Eva Osterman (1729-1792). Bland barnen i det senare äktenskapet blev sonen Justus Christopher von Lindecreutz adlad, och dottern Fredrika Lovisa gifte sig med skalden Olof Bergklint.